# Quinton Fortune
Quinton Fortune, né le 21 mai 1977 au Cap (Afrique du Sud), est un footballeur international sud-africain.
Après une formation au Tottenham Hotspur, Fortune se fait remarquer en Espagne, avec le RCD Majorque puis l'Atlético Madrid. Sa carrière prend une autre dimension avec son transfert à Manchester United. Fortune passe six saisons en Angleterre, participant à trois titres de champion (2000, 2001 et 2003) et une FA Cup (2004) mais ne voit seulement figurer le Community Shield 2003 à son palmarès. Il signe ensuite à Bolton, Brescia Calcio puis dans le club belge de Tubize, avant de mettre fin à sa carrière chez les Doncaster Rovers. 
Quinton Fortune porte le maillot de l'équipe d'Afrique du Sud à 47 reprises. Il prend part aux Coupes du monde 1998 et 2002, inscrivant un but cette dernière. Fortune participe aussi à trois Coupes d'Afrique des nations (1998, 2000 et 2002) dont une place de finaliste lors de la première.

## Biographie

### Débuts en Angleterre puis en Espagne (1991-1999)

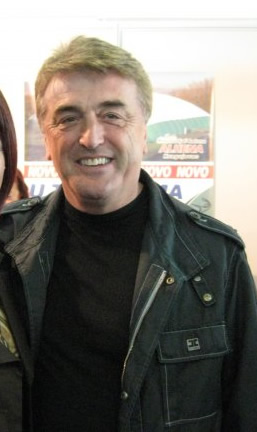
Radomir Antić fait venir Fortune à l'Atlético Madrid.

Quinton Fortune quitte l'Afrique du Sud à l'adolescence pour l'Angleterre. Il intègre les équipes jeunes de Tottenham tout en allant à l'école dans le nord-est de Londres. À 17-18 ans, il passe quelques jours en test à Bruges mais sans suite. Faute de permis de travail délivré, il ne peut exercer son métier dans ce pays et doit s'en aller,.
Durant l'été 1995, Fortune quitte l'Angleterre pour l'Espagne et signe à l'Atlético de Madrid en Liga qui le prête tout de suite au RCD Majorque, qui évolue en Segunda División. Après six mois et huit apparitions pour une seule titularisation, il retourne dans la capitale espagnole.
Au terme de sa première saison à Madrid, l'équipe remporte le championnat et la Coupe d'Espagne, mais Fortune ne dispute pas assez de matches de championnat ni la finale pour se voir attribuer les trophées. Au début de la saison suivante, il connait ses premières sélections en équipe d'Afrique du Sud. Il reste quatre saisons dans la capitale espagnole mais ne joue pas beaucoup, il ne dispute en effet que sept rencontres toutes compétitions confondues. Il évolue principalement avec le Club Atlético de Madrid B, équipe réserve du club, en deuxième division.
Alors qu'il évolue avec la réserve madrilène, Fortune attire l'attention d'Alex Ferguson qui finit par le faire venir à Manchester United pour 1,5 million £ à l'été 1999. Il revient en Angleterre, quatre ans après en être parti.

### Doublure à Manchester United (1999-2006)

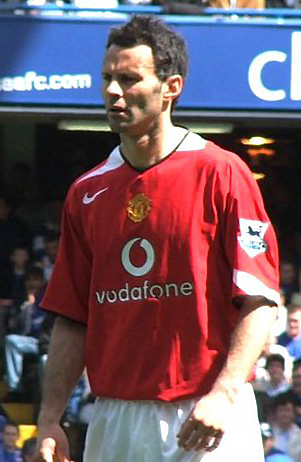
Fortune arrive à Manchester comme doublure de Ryan Giggs.

En août 1999, Quinton Fortune signe à Manchester United. Il fait ses débuts en tant que remplaçant à la fin du mois lors d'une victoire (5-1) à domicile contre Newcastle United.
S'il est initialement engagé afin de devenir la doublure de Ryan Giggs à la suite de la blessure de Jesper Blomqvist, il est par la suite chargé de pallier toutes les absences que ce soit en tant que milieu défensif ou arrière gauche,.
Malgré sa présence fréquente dans le groupe durant les premières saisons, Fortune est en proie à des blessures à répétition notamment au genou,.
Fortune fait partie de trois équipes gagnantes de la Premier League en 1999-2000, 2000-2001 et 2002-2003, mais ne joue jamais le minimum de dix matchs nécessaires pour obtenir une médaille de vainqueur. Son seul et unique titre sous la tunique mancunienne, malgré le nombre important glané par son club durant cette période, est le Community Shield en 2003.
Une fois l'arrivée de Gabriel Heinze à l'été 2004, ses chances de s'imposer en équipe première s'amenuisent et ses jours sont comptés.
En juillet 2005, l'international sud-africain de 28 ans subit une blessure au cartilage du genou à l'entraînement juste trois jours après le début de la préparation d'avant-saison de Manchester United. Son absence est estimée à une durée pouvant aller jusqu'à six semaines. Pour cette saison 2005-2006, il ne dispute pas la moindre rencontre, et est libéré de son contrat.

### Une fin de carrière difficile (2006-2010)
Après un essai réussi avec les Bolton Wanderers, Quinton Fortune signe un contrat d'un an au début de la saison 2006-2007. Il débute comme premier choix au poste d'arrière gauche mais ses blessures sont toujours présentes. Il se blesse au bout de seulement cinq matches et ne réapparaît qu'en fin de saison. Le joueur est libéré à la fin de la saison après avoir fait sept apparitions pour le club.
Fortune réalise alors des essais dans plusieurs clubs du championnat d'Angleterre, tels que Sunderland, Blackburn ou Sheffield United, sans succès.
Le 23 octobre 2008, après plus d'un an sans club, Quinton Fortune signe pour une saison avec le club italien de Brescia (Serie B). Mais c'est un échec : une seule apparition jusqu'à la trêve hivernale. Il se retrouve en effet bloqué dans un club où des divergences avec le coach l’empêchent de jouer. En janvier 2009, il est prêté au club belge de l'AFC Tubize jusqu'à la fin de saison. Le natif du Cap relève le défi des promus grâce notamment aux bonnes relations entre Tubize et Brescia. Lors de ses deux premières rencontres, lui et son équipe encaissent onze buts. Au total, il dispute neuf rencontres pour un but.
Le 4 août 2009, Quinton Fortune s'engage pour une saison avec les Doncaster Rovers en deuxième division anglaise. Il y fait sept apparitions avec comme point d'orgue un but égalisateur en fin de match le 19 septembre face au Ipswich Town de son ancien capitaine et coéquipier Roy Keane. En février 2010, le club résilie son contrat avant même la fin de la saison.
Par la suite, sans club, Fortune s'entraîne avec l'équipe réserve de Manchester United afin de se maintenir en forme et déclare qu'il aimerait bien jouer dans son pays natal si une offre correcte se présente. Il effectue ensuite un essai dans le club vietnamien des T&T Hanoi qui s'avère infructueux.

### En sélection (1996-2005)
Le 14 septembre 1996, Fortune obtient sa première sélection avec l'Afrique du Sud face au Kenya (victoire 1-0).
En février 1998, il participe à la Coupe d'Afrique des nations en tant que remplaçant. L'Afrique du Sud atteint la finale du tournoi. Quelques mois plus tard il est également sélectionné pour participer à la Coupe du monde 1998 et y est titulaire. Son équipe est éliminée dès le premier tour.

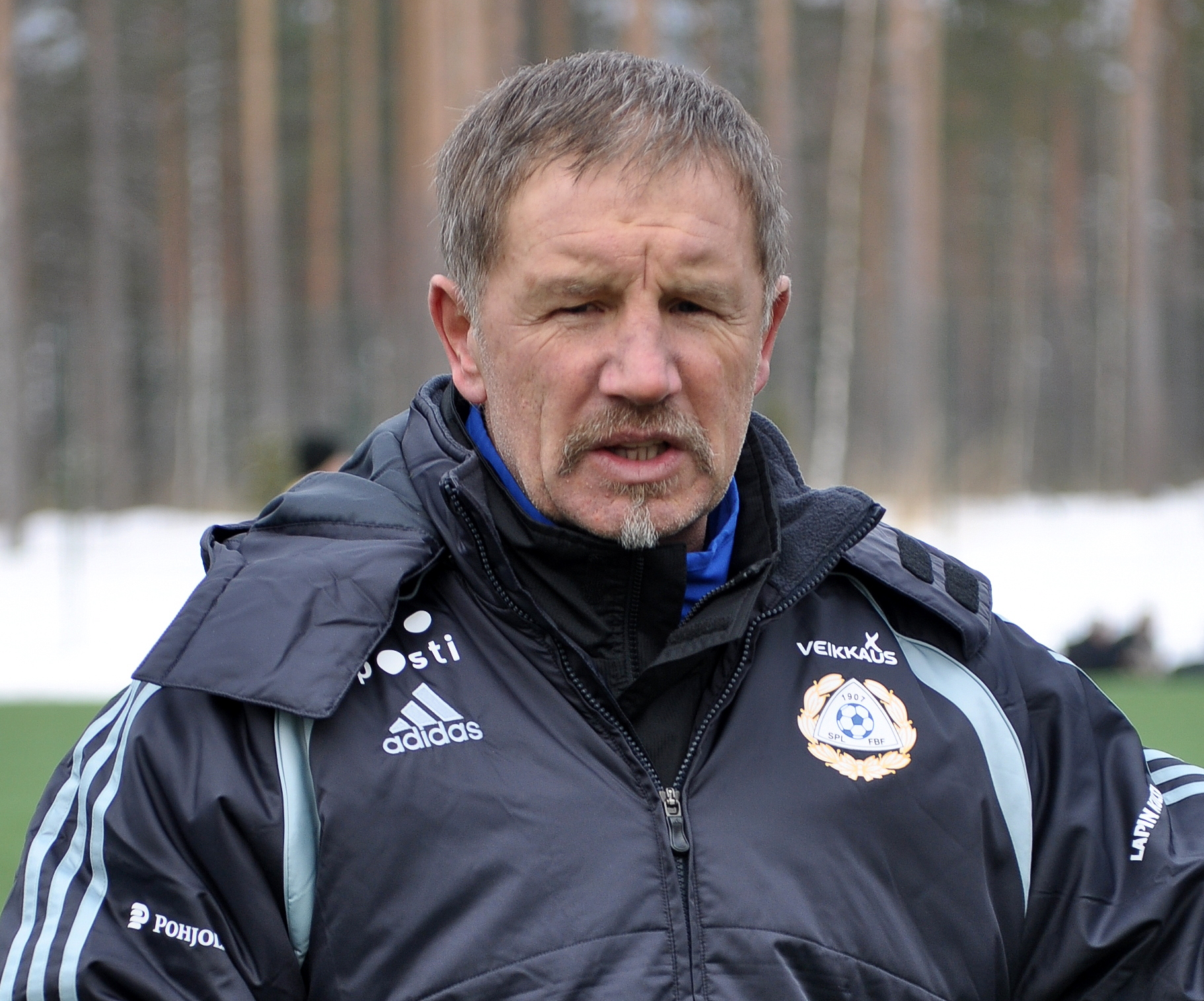
Après sa retraite internationale anticipée, Stuart Baxter convainc Fortune de revenir en sélection en 2004.

En 2000, Quinton Fortune termine troisième de la Coupe d'Afrique des nations avec sa sélection. Il participe également aux Jeux olympiques de Sydney cette année-là. Après une défaite face au Japon (2-1), Fortune ouvre le score sur coup franc face au Brésil lors du second (victoire 3-1). Il est un joueur-clé de l'équipe, et son absence se fait sentir durant le troisième match de poule contre la Slovaquie (défaite 2-1), notamment pour son esprit créatif et sa seule présence au sein de l'équipe. Ce match signe l'élimination de son équipe.
En 2002, il est à nouveau sélectionné pour participer à la Coupe d'Afrique des nations, mais l'Afrique du Sud est éliminée en quart de finale 2-0 face au Mali. Il participe ensuite à la Coupe du monde 2002, mais encore une fois les Sud-Africains sont éliminés dès la phase de poule. Il y inscrit toutefois son premier but international face au Paraguay sur pénalty (match nul 2-2). C'est le dernier tournoi international qu'il dispute.
En effet, à la suite de la Coupe du monde 2002, plusieurs joueurs clés de l'équipe dont Fortune quitte la sélection nationale après s'être brouillés avec l'entraîneur Ephraim Mashaba.
En 2004, Stuart Baxter le convainc, ainsi que Benni McCarthy et Shaun Bartlett, de revenir dans les rangs de « Bafana Bafana ».
Il effectue son dernier match international le 26 mars 2005 face à l'Ouganda lors d'un match comptant pour les qualifications pour la CAN et le Mondial 2006 (victoire 2-1 de l'Afrique du Sud). Au cours de ce match, il inscrit son second et dernier but sous les couleurs sud-africaines.

### Reconversion (depuis 2010)
À la suite de sa retraite de joueur, Fortune retourne à Manchester United pour passer ses diplômes d'entraîneur auprès de l'équipe réserve, qu'il termine en 2013. L'ancien international sud-africain devient aussi ambassadeur de Manchester pour dénicher de jeunes talents en Afrique,.
Le 5 juillet 2011, il déclare face à la presse congolaise qu'il souhaiterait devenir entraîneur et qu'il a pour modèles Alex Ferguson et José Mourinho.
À l'été 2014, Fortune a été nommé directeur de l'équipe U21 de Cardiff City, travaillant avec son ancien coéquipier Ole Gunnar Solskjær, avant de quitter son poste en février 2015,.

## Style de jeu
À son arrivée à United, le gaucher est vu comme un ailier offensif, mais il devient un joueur d'utilité, en jouant dans toutes sortes de positions. Sir Alex Ferguson se sert de lui pour compléter sa défense, et Fortune joue milieu défensif ou comme arrière gauche.

## Statistiques

### Générale par saison
Le tableau ci-dessous illustre les statistiques de Quinton Fortune durant sa carrière professionnelle.
| Saison                | Club                  | Championnat           | Championnat | Championnat | Coupe(s) nationale(s) | Coupe(s) nationale(s) | Compétition(s) continentale(s) | Compétition(s) continentale(s) | Compétition(s) continentale(s) | Afrique du Sud | Afrique du Sud | Total | Total |
| Saison                | Club                  | Division              | M.          | B.          | M.                    | B.                    | Comp.                          | M.                             | B.                             | M.             | B.             | M.    | B.    |
| 1995-1996             | RCD Majorque (prêt)   | D2                    | 8           | 0           | 4                     | 0                     | -                              | -                              | -                              | -              | -              | 12    | 0     |
| 1996                  | Atlético de Madrid    | Liga                  | 3           | 0           | 3                     | 0                     | -                              | -                              | -                              | -              | -              | 6     | 0     |
| 1996-1997             | Atlético de Madrid    | Liga                  | 2           | 0           | -                     | -                     | -                              | -                              | -                              | 2              | 0              | 4     | 0     |
| 1997-1998             | Atlético de Madrid    | Liga                  | -           | -           | -                     | -                     | -                              | -                              | -                              | -              | -              | 0     | 0     |
| 1998-1999             | Atlético de Madrid    | Liga                  | 2           | 0           | -                     | -                     | -                              | -                              | -                              | 7              | 0              | 9     | 0     |
| Sous-total            | Sous-total            | Sous-total            | 7           | 0           | 3                     | 0                     | -                              | 0                              | 0                              | 19             | 0              | 29    | 0     |
| 1996-1997             | Atlético de Madrid B  | D3                    | 30          | 2           | -                     | -                     | -                              | -                              | -                              | -              | -              | 30    | 2     |
| 1997-1998             | Atlético de Madrid B  | D3                    | 31          | 1           | -                     | -                     | -                              | -                              | -                              | 10             | 0              | 41    | 1     |
| 1998-1999             | Atlético de Madrid B  | D3                    | 20          | 4           | -                     | -                     | -                              | -                              | -                              | -              | -              | 20    | 4     |
| Sous-total            | Sous-total            | Sous-total            | 81          | 7           | -                     | -                     | -                              | -                              | -                              | 10             | 0              | 91    | 7     |
| 1999-2000             | Manchester United     | PL                    | 6           | 2           | -                     | -                     | C1                             | 6                              | 2                              | 7              | 0              | 19    | 4     |
| 2000-2001             | Manchester United     | PL                    | 7           | 2           | 3                     | 0                     | C1                             | 1                              | 0                              | 5              | 0              | 16    | 2     |
| 2001-2002             | Manchester United     | PL                    | 14          | 1           | -                     | -                     | C1                             | 5                              | 0                              | 12             | 1              | 31    | 2     |
| 2002-2003             | Manchester United     | PL                    | 9           | 0           | 1                     | 0                     | C1                             | 6                              | 0                              | -              | -              | 16    | 0     |
| 2003-2004             | Manchester United     | PL                    | 23          | 0           | 5                     | 0                     | C1                             | 7                              | 2                              | -              | -              | 35    | 2     |
| 2004-2005             | Manchester United     | PL                    | 17          | 0           | 11                    | 1                     | C1                             | 5                              | 0                              | 4              | 1              | 37    | 2     |
| 2005-2006             | Manchester United     | PL                    | -           | -           | -                     | -                     | -                              | -                              | -                              | -              | -              | 0     | 0     |
| Sous-total            | Sous-total            | Sous-total            | 76          | 5           | 20                    | 1                     | -                              | 30                             | 4                              | 28             | 2              | 154   | 12    |
| 2006-2007             | Bolton Wanderers      | PL                    | 6           | 0           | 1                     | 0                     | -                              | -                              | -                              | -              | -              | 7     | 0     |
| 2007-2008             | Sans club             | -                     | -           | -           | -                     | -                     | -                              | -                              | -                              | -              | -              | 0     | 0     |
| 2008-2009             | Brescia Calcio        | Serie B               | 1           | 0           | -                     | -                     | -                              | -                              | -                              | -              | -              | 1     | 0     |
| 2009                  | AFC Tubize (prêt)     | JPL                   | 9           | 0           | -                     | -                     | -                              | -                              | -                              | -              | -              | 9     | 0     |
| 2009-2010             | Doncaster Rovers      | D2                    | 6           | 1           | 1                     | 0                     | -                              | -                              | -                              | -              | -              | 7     | 1     |
| Total sur la carrière | Total sur la carrière | Total sur la carrière | 194         | 13          | 29                    | 1                     | -                              | 30                             | 4                              | 47             | 2              | 300   | 20    |

### Détails des sélections et buts internationaux
Quinton Fortune joue à 47 reprises pour l'équipe d'Afrique du Sud de football avec qui il inscrit deux buts. Il connaît sa première victoire dès ses débuts face au Kenya le 14 septembre 1996 lors de la Four Nations Cup, tournoi amical (victoire 1-0). Il enchaîne par une seconde rencontre la semaine suivante mais ne joue ensuite pas avec les Bafana Bfana avant février 1998 et la Coupe d'Afrique des nations.
Fortune doit attendre sa huitième capes (25 mai 1998) et un match amical contre l'Argentine pour disputer un match international en entier. Auparavant il connaît sept rentrées en jeu pour une seule titularisation. Sur ses 47 sélections, il n'en dispute que vingt en totalité (42 %).
Quinton Fortune inscrit son premier but international sur penalty (2-2) contre le Paraguay, le 2 juin 2002 lors de la Coupe du monde et pour sa 41e sélection. Il marque son second et dernier but en sélection lors de son ultime match international, le 26 mars 2005 contre l'Ouganda en qualification à la fois pour la CAN et Coupe du monde 2006.
En 47 sélections, Fortune connaît 23 victoires, 14 matchs nuls et 10 défaites. Il ne connaît pas de victoire plus large que par deux buts d'écarts. Ses revers les plus importants ont lieu le 12 juin 1998 contre la France lors du Mondial 1998 (3-0) et le 27 mars 2002 en Géorgie en match amical (4-1).
| Les 47 sélections de Quinton Fortune avec l'Afrique du Sud, | Les 47 sélections de Quinton Fortune avec l'Afrique du Sud, | Les 47 sélections de Quinton Fortune avec l'Afrique du Sud, | Les 47 sélections de Quinton Fortune avec l'Afrique du Sud, | Les 47 sélections de Quinton Fortune avec l'Afrique du Sud, | Les 47 sélections de Quinton Fortune avec l'Afrique du Sud, | Les 47 sélections de Quinton Fortune avec l'Afrique du Sud, |
| #                                                           | Date                                                        | Lieu                                                        | Adversaire                                                  | Score                                                       | Compétition                                                 | Note                                                        |
| ----------------------------------------------------------- | ----------------------------------------------------------- | ----------------------------------------------------------- | ----------------------------------------------------------- | ----------------------------------------------------------- | ----------------------------------------------------------- | ----------------------------------------------------------- |
| 1                                                           | 14 septembre 1996                                           | Durban                                                      | Kenya                                                       | 1-0                                                         | Four Nations Cup                                            | 73e                                                         |
| 2                                                           | 21 septembre 1996                                           | Pretoria                                                    | Ghana                                                       | 0-0                                                         | Four Nations Cup                                            | 52e                                                         |
| 3                                                           | 16 février 1998                                             | Bobo-Dioulasso                                              | Namibie                                                     | 4-1                                                         | CAN 1998 - grp. C                                           | 84e                                                         |
| 4                                                           | 22 février 1998                                             | Ouagadougou                                                 | Maroc                                                       | 2-1                                                         | CAN 1998 - quart                                            | 84e                                                         |
| 5                                                           | 25 février 1998                                             | Ouagadougou                                                 | RD Congo                                                    | 2-1 ap                                                      | CAN 1998 - demie                                            | 46e                                                         |
| 6                                                           | 28 février 1998                                             | Ouagadougou                                                 | Égypte                                                      | 0-2                                                         | CAN 1998 - finale                                           | 49e                                                         |
| 7                                                           | 20 mai 1998                                                 | Johannesbourg                                               | Zambie                                                      | 1-1                                                         | A                                                           | 86e                                                         |
| 8                                                           | 25 mai 1998                                                 | Buenos Aires                                                | Argentine                                                   | 0-2                                                         | A                                                           |                                                             |
| 9                                                           | 6 juin 1998                                                 | Baiersbronn                                                 | Islande                                                     | 1-1                                                         | A                                                           | 65e                                                         |
| 10                                                          | 12 juin 1998                                                | Marseille                                                   | France                                                      | 0-3                                                         | Mondial 1998 - grp. C                                       |                                                             |
| 11                                                          | 18 juin 1998                                                | Toulouse                                                    | Danemark                                                    | 1-1                                                         | Mondial 1998 - grp. C                                       |                                                             |
| 12                                                          | 24 juin 1998                                                | Bordeaux                                                    | Arabie saoudite                                             | 2-2                                                         | Mondial 1998 - grp. C                                       |                                                             |
| 13                                                          | 3 octobre 1998                                              | Johannesbourg                                               | Angola                                                      | 1-0                                                         | qualif. CAN 2000 - grp. 4                                   |                                                             |
| 14                                                          | 19 décembre 1998                                            | Johannesbourg                                               | Égypte                                                      | 2-1                                                         | Challenge Nelson Mandela                                    |                                                             |
| 15                                                          | 23 janvier 1999                                             | Curepipe                                                    | Maurice                                                     | 1-1                                                         | qualif. CAN 2000 - grp. 4                                   |                                                             |
| 16                                                          | 27 février 1999                                             | Mabopane                                                    | Gabon                                                       | 4-1                                                         | qualif. CAN 2000 - grp. 4                                   |                                                             |
| 17                                                          | 10 avril 1999                                               | Libreville                                                  | Gabon                                                       | 0-1                                                         | qualif. CAN 2000 - grp. 4                                   |                                                             |
| 18                                                          | 28 avril 1999                                               | Copenhague                                                  | Danemark                                                    | 1-1                                                         | A                                                           | 51e                                                         |
| 19                                                          | 5 juin 1999                                                 | Durban                                                      | Maurice                                                     | 2-0                                                         | qualif. CAN 2000 - grp. 4                                   | 46e                                                         |
| 20                                                          | 18 septembre 1999                                           | Le Cap                                                      | Arabie saoudite                                             | 1-0                                                         | Afroasian Cup                                               | 46e                                                         |
| 21                                                          | 23 janvier 2000                                             | Kumasi                                                      | Gabon                                                       | 3-1                                                         | CAN 2000 - grp. 2                                           | 74e                                                         |
| 22                                                          | 27 janvier 2000                                             | Kumasi                                                      | RD Congo                                                    | 1-0                                                         | CAN 2000 - grp. 2                                           |                                                             |
| 23                                                          | 2 février 2000                                              | Kumasi                                                      | Algérie                                                     | 1-1                                                         | CAN 2000 - grp. 2                                           | 46e                                                         |
| 24                                                          | 6 février 2000                                              | Kumasi                                                      | Ghana                                                       | 1-0                                                         | CAN 2000 - quart                                            |                                                             |
| 25                                                          | 10 février 2000                                             | Lagos                                                       | Nigeria                                                     | 0-2                                                         | CAN 2000 - demie                                            | 76e                                                         |
| 26                                                          | 11 juin 2000                                                | East Rutherford                                             | République d'Irlande                                        | 1-2                                                         | Nike US Cup                                                 | 76e                                                         |
| 27                                                          | 9 juillet 2000                                              | Harare                                                      | Zimbabwe                                                    | 2-0                                                         | qualif. Mondial 2002 - grp. 5                               | 57e                                                         |
| 28                                                          | 7 octobre 2000                                              | Johannesbourg                                               | France                                                      | 0-0                                                         | Challenge Nelson Mandela                                    |                                                             |
| 29                                                          | 16 décembre 2000                                            | Johannesbourg                                               | Liberia                                                     | 2-1                                                         | qualif. CAN 2002 - grp. 2                                   |                                                             |
| 30                                                          | 25 avril 2001                                               | Pérouse                                                     | Italie                                                      | 0-1                                                         | A                                                           |                                                             |
| 31                                                          | 5 mai 2001                                                  | Johannesbourg                                               | Zimbabwe                                                    | 2-1                                                         | qualif. Mondial 2002 - grp. 5                               |                                                             |
| 32                                                          | 1er juillet 2001                                            | Ouagadougou                                                 | Burkina Faso                                                | 1-1                                                         | qualif. Mondial 2002 - grp. 5                               | 79e                                                         |
| 33                                                          | 10 novembre 2001                                            | Johannesbourg                                               | Égypte                                                      | 1-0                                                         | Challenge Nelson Mandela                                    | 61e                                                         |
| 34                                                          | 15 janvier 2002                                             | Mahikeng                                                    | Angola                                                      | 1-0                                                         | A                                                           | 61e                                                         |
| 35                                                          | 20 janvier 2002                                             | Ségou                                                       | Burkina Faso                                                | 0-0                                                         | CAN 2002 - grp. B                                           | 59e                                                         |
| 36                                                          | 24 janvier 2002                                             | Ségou                                                       | Ghana                                                       | 0-0                                                         | CAN 2002 - grp. B                                           | 60e                                                         |
| 37                                                          | 3 février 2002                                              | Kayes                                                       | Mali                                                        | 0-2                                                         | CAN 2002 - quart                                            | 73e                                                         |
| 38                                                          | 27 mars 2002                                                | Tbilissi                                                    | Géorgie                                                     | 1-4                                                         | A                                                           | 46e                                                         |
| 39                                                          | 20 mai 2002                                                 | Hong Kong                                                   | Écosse                                                      | 2-0                                                         | Reunification Cup                                           | 85e                                                         |
| 40                                                          | 23 mai 2002                                                 | Hong Kong                                                   | Turquie                                                     | 2-0                                                         | Reunification Cup                                           | 76e                                                         |
| 41                                                          | 2 juin 2002                                                 | Pusan                                                       | Paraguay                                                    | 2-2                                                         | Mondial 2002 - grp. B                                       | 90e (pen.)                                                  |
| 42                                                          | 8 juin 2002                                                 | Daegu                                                       | Slovénie                                                    | 1-0                                                         | Mondial 2002 - grp. B                                       | 84e                                                         |
| 43                                                          | 12 juin 2002                                                | Daejeon                                                     | Espagne                                                     | 2-3                                                         | Mondial 2002 - grp. B                                       | 83e                                                         |
| 44                                                          | 10 octobre 2004                                             | Kampala                                                     | Ouganda                                                     | 1-0                                                         | qualif. CAN/Mondial 2006 - grp. 2                           |                                                             |
| 45                                                          | 17 novembre 2004                                            | Johannesbourg                                               | Nigeria                                                     | 2-1                                                         | Challenge Nelson Mandela                                    |                                                             |
| 46                                                          | 10 février 2005                                             | Durban                                                      | Australie                                                   | 1-1                                                         | A                                                           |                                                             |
| 47                                                          | 26 mars 2005                                                | Johannesbourg                                               | Ouganda                                                     | 2-1                                                         | Qualif. CAN/Mondial 2006 - grp. 2                           | 21e                                                         |

| N° | Sélection | Date         | Lieu                                       | Adversaire | Évolution du score | Résultat | Compétition                            |
| -- | --------- | ------------ | ------------------------------------------ | ---------- | ------------------ | -------- | -------------------------------------- |
| 1  | 41        | 2 juin 2002  | Busan Asiad Stadium, Pusan, Corée du Sud   | Paraguay   | 2 – 2              | 2 – 2    | Coupe du monde 2002                    |
| 2  | 47        | 26 mars 2005 | FNB Stadium, Johannesbourg, Afrique du Sud | Ouganda    | 1 – 0              | 2 – 1    | Qualifications CAN/Coupe du monde 2006 |

## Palmarès
Lors de sa première saison à l'Atlético de Madrid, son équipe remporte le championnat et la Coupe d'Espagne, mais Fortune ne dispute pas assez de matchs de championnat, ni la finale pour se voir attribuer les trophées.
Quinton Fortune fait partie de trois équipes vainqueurs de la Premier League en 1999-2000, 2000-2001 et 2002-2003, mais ne joue jamais le minimum de dix matchs nécessaires pour obtenir une médaille de vainqueur. Son seul et unique titre sous la tunique mancunienne, malgré le nombre important glané par son club durant cette période, est le Community Shield en 2003. Il est aussi remplaçant lors de la victoire en Coupe intercontinentale 1999.
 Manchester United
- Coupe d'Angleterre
  - Finaliste : 2005.
- Community Shield (1)
  - Vainqueur : 2003.
  - Finaliste : 2000 et 2004.

 Afrique du Sud
- Coupe d'Afrique des nations
  - Finaliste : 1998.
  - Troisième : 2000.

## Engagements
Fortune est aussi ambassadeur de l'Unicef et a notamment rendu visite à des enfants atteints du sida en Ouganda en 2000, à Johannesbourg en Afrique du Sud en 2005 et à Soweto également dans son pays natal en 2006 .
L'ancien ailier de Manchester s'engage également contre les violences conjugales en 2010.